# Тоннини, Адель
Адель Тоннини (итал. Adele Tonnini; род. 24 июня 1977, г. Сан-Марино) — политический и государственный деятель, капитан-регент Сан-Марино совместно с Алессандро Скарано с 1 апреля по 1 октября 2023 года.

## Биография
Родилась в городе Сан-Марино и окончила Государственный художественный институт Урбино по специальности переплетное дело и реставрация старинных книг. После этого она продолжила обучение в области сохранения культурного наследия в Университете Урбино. С 2001 по 2014 год работала по данной тематике, как владелица кустарного переплетного цеха.
Она начала свою политическую карьеру в недавно созданном движении RETE в 2012 году, а с 2019 года работает в Большом и Генеральном совете его законодательного органа XXX. Она является делегатом от Сан-Марино во Всемирной продовольственной программе и членом постоянной Комиссии по вопросам правосудия. Адель увлечена проблемами окружающей среды, она любит животных, а ее хобби включают рисование, путешествия и двигатели.
Адель Тоннини замужем.
17 марта 2023 года Большой и Генеральный совет избрал её и Алессандро Скарано капитанами-регентами Сан-Марино на период с 1 апреля по 1 октября 2023 года.